# Predrag Bubalo
Predrag Bubalo (Предраг Бубало) tornou-se o Ministro da Indústria e Privatização do Governo da Sérvia em outubro de 2004, substituindo Dragan Maršićanin. Antes disso, Bubalo era o Ministro das Relações Econômicas Internacionais. Ele foi um ministro popular e recebeu apoio dos outros partidos para se tornar ministro da indústria e privatização.
Ele nasceu em 1954 em Vladičin Han. Recebeu o doutorado da Faculdade de Direito da Universidade de Novi Sad. Desde 2002, Bubalo é o administrador geral da fundição Kikinda, sediada em Kikinda. Ele é casado e pai de duas crianças.